# 1974 à la télévision
| Années de la télévision : 1971 - 1972 - 1973 - 1974 - 1975 - 1976 - 1977    |
| Décennies de la télévision : 1940 - 1950 - 1960 - 1970 - 1980 - 1990 - 2000 |

## Événements
- Première animation à la télévision française pour annoncer le résultat de la présidentielle. Le présentateur Jean-Claude Héberlé avance l'estimation de 20 heures représentée par une balance qui donne Valéry Giscard d'Estaing, vainqueur avec 50,9 % des voix.
- 7 août : La loi sur l'audiovisuel en France supprime l'ORTF et divise ses activités en sept organismes autonomes dont une société de radiodiffusion publique (Radio France), trois sociétés nationales de programmes de télévision (Télévision française 1, Antenne 2 et France Régions 3), un établissement public de diffusion (TDF), une société de production (SFP) et un institut pour l'audiovisuel (INA).
- 24 septembre : Lancement en Italie de Telemilanocavo qui deviendra Canale 5 le 11 novembre 1980.

## Émissions
- 7 septembre : Dernière de l'émission à la télévision Le Petit Conservatoire de la chanson de Mireille sur la première chaîne de l'ORTF.
- 16 septembre : Première de l'émission L'Île aux enfants sur la troisième chaîne couleur de l'ORTF.
- 21 octobre : Première de l'émission Une minute pour les femmes sur la première chaine de l'ORTF
- 18 novembre : Dernière de Actuel 2 sur la deuxième chaîne de l'ORTF.
- 25 novembre : Dernière de l'émission Ouvrez les guillemets sur la première chaîne de l'ORTF.
- 2 décembre : Dernière de l'émission Top à... sur la deuxième chaîne de l'ORTF.
- 13 décembre : Dernière de l'émission Italiques (émission de télévision) sur la deuxième chaîne de l'ORTF.

## Séries télévisées
Lancement aux États-Unis de la série familiale La petite maison dans la prairie.
- 13 avril - premier épisode de la série Kung Fu sur la deuxième chaîne française.
- 2 octobre - premier épisode de la série des Barbapapa (série télévisée d'animation) sur la première chaîne de l'ORTF.

## Feuilletons télévisés
- 14 mars : Le soleil se lève à l'est de François Villiers
- 25 mars : La Folie des bêtes de Fernand Marzelle
- 27 mai : Les Faucheurs de marguerites
- 1er juin : Deux ans de vacances de Claude Desailly et Walter Ulbrich
- 27 août : Etranger, d'où viens-tu ? de Bernard Toublanc-Michel
- 17 septembre  : Paul et Virginie de Luc de Goustine
- 11 octobre : Le Dessous du ciel de Roger Gillioz.
- 20 décembre : Le Pain noir de Serge Moati
- 21 décembre : Les Brigades du Tigres de Claude Desailly

## Distinctions

### Emmy Award(États-Unis)
- Meilleure comédie de prime-time : M*A*S*H
- Meilleure série de prime-time : Maîtres et Valets
- Meilleur acteur de comédie de prime-time : Alan Alda dans M*A*S*H
- Meilleur premier rôle masculin de prime-time : Telly Savalas dans Kojak
- Meilleur premier rôle féminin de prime-time : Michael Learned dans La Famille des collines

## Principales naissances
- 1er janvier : John Hopkins, acteur britannique.
- 5 mars : Matthieu Delormeau, animateur, chroniqueur et producteur de télévision français.
- 11 février : Julien Arnaud, journaliste français de TF1.
- 17 février : Jerry O'Connell, acteur, réalisateur, scénariste et producteur de cinéma américain.
- 14 mars : Grace Park, actrice et mannequin américaine.
- 10 mai : Quentin Elias, chanteur, danseur et mannequin français († 25 février 2014).
- 2 juillet : Flavie Flament, animatrice de télévision et de radio française.
- 1er septembre : Filip Nikolic, chanteur et acteur français († 16 septembre 2009).
- 6 septembre : Chad L. Coleman, est un acteur américain.
- 18 septembre : Xzibit, rappeur et acteur américain, présentateur de l'émission Pimp My Ride sur MTV.
- 23 septembre : Cyril Hanouna, animateur de télévision et de radio français
- 9 octobre : Yann Barthès, journaliste sur TMC Français.
- 3 décembre : Marie Drucker, journaliste française.
- 26 décembre : Antonia de Rendinger, humoriste et comédienne française.

## Principaux décès
- 30 avril : Agnès Moorehead, actrice américaine, la mère de Ma Sorcière Bien-Aimée
- 7 octobre : René Dary, acteur français (18 juillet 1905)